# Oncophorus gracilescens
Oncophorus gracilescens là một loài rêu trong họ Dicranaceae. Loài này được F. Weber & D. Mohr Lindb. mô tả khoa học đầu tiên năm 1872.